# MSC ファンタジア
MSC ファンタジア（MSC Fantasia）は、MSCクルーズが所有・運航しているクルーズ客船。

## 概要
MSC ファンタジア級の1番船で、竣工時はMSCクルーズ最大の客船であり、かつヨーロッパ船主の所有した客船としても最大であった。
2008年12月10日、STXヨーロッパ サン・ナゼール工場で竣工。船価は約5億ユーロ。12月18日にナポリで行われた命名式にて、女優ソフィア・ローレンによって命名され、12月20日より地中海クルーズに就航した。
その後、同型の2番船が2009年、3番船が2012年、4番船が2013年に竣工した。

## 事件
2009年3月5日、スペインマヨルカ島にて強風により係留ロープが切れ、船体が動いてギャングウェイ（乗下船用タラップ）が落下。
乗客1人が海に落ち、乗組員によって救助された。

## 同型船
2番船　「MSC スプレンディダ（MSC Splendida）」
2009年7月2日竣工。
3番船　「MSC ディヴィーナ（MSC Divina）」
2012年5月19日竣工。
4番船　「MSC プレチオーサ（MSC Preziosa）」
2013年3月14日竣工。